# 和田三郎
和田 三郎（わだ さぶろう、1872年7月27日（明治5年6月22日） - 1926年（大正15年）11月1日）は、明治・大正時代の自由民権活動家、アジア主義者。板垣退助の秘書。辛亥革命の支援者。

## 来歴

### 生い立ち
- 『山嶽社』を創始した医師・和田千秋の男として、1872年（明治5年）6月22日、高知県土佐郡土佐山村西川に生まれる[1][2][3]。母は乾久四郎の長女（つち）[4]。

- 1887年（明治20年）、高知教会の会員となる。

- 1891年（同24年）、植木枝盛の知遇を得る[5]。高知共立学校を卒業後、明治学院神学部へ進学。

- 1897年（同30年）、土陽新聞に入社しその記者となる。

- 1901年（同34年）、同上を退職し、板垣退助の書生（秘書）となる。

- 1902年（同35年）、板垣退助監修のもと、宇田友猪の後任として『自由党史』を執筆。（明治43年に完成し出版）

- 1905年（同38年）、板垣退助の内命をうけて孫文の設立した「中国革命同盟会[6]」に参加。

- 1906年（同39年）、宮崎滔天（桃中軒牛右衛門）、平山周、萱野長知（高知共立学校時代の同級生）らと革命評論社を設立。『革命評論』を創刊して、孫文らの辛亥革命を支援。

- 1911年（同44年）、板垣退助の雑誌『社会政策』や、『日本及日本人』、『太陽』に論文を寄稿した。

- 1926年（大正15年）11月1日死去。享年55歳。

## 山嶽社
和田三郎の生家は、祖父・和田波治、父・和田千秋が自宅を提供して夜学会を開いた場所で、のちに高知市土佐山地区（旧 土佐山村）の西川集落における自由民権運動の拠点となった『山嶽社』が創始された場所として、1991年(平成3年)、文化財として修復管理されている。